# Liste der Kulturgüter in Epsach
Die Liste der Kulturgüter in Epsach enthält alle Objekte in der Gemeinde Epsach im Kanton Bern, die gemäss der Haager Konvention zum Schutz von Kulturgut bei bewaffneten Konflikten, dem Bundesgesetz vom 20. Juni 2014 über den Schutz der Kulturgüter bei bewaffneten Konflikten sowie der Verordnung vom 29. Oktober 2014 über den Schutz der Kulturgüter bei bewaffneten Konflikten unter Schutz stehen.
Es sind weder A-Objekte noch B-Objekte auf dem Gemeindegebiet ausgewiesen, Objekte der Kategorie C fehlen zurzeit (Stand: 10. Februar 2024). Unter übrige Baudenkmäler sind Objekte zu finden, die im Bauinventar des Kantons Bern als «schützenswert» verzeichnet sind.

## Übrige Baudenkmäler
Hinweis: Als Objekt-Identifikator (ID) wird die Grundstücksnummer verwendet.
| ID               | Foto |                                                               | Objekt                            | Typ | Standort                               | Beschreibung |
| ---------------- | ---- | ------------------------------------------------------------- | --------------------------------- | --- | -------------------------------------- | ------------ |
| 851              | BW   | Datei hochladen                                               | Dorfbrunnen mit Nebentrog (1759)  | K   | Grabenrain N.N. 583306 / 213262        |              |
| 854              | BW   | Datei hochladen                                               | Dorfbrunnen (1867)                | K   | Oberdorfstrasse N.N. 583188 / 213294   |              |
| 856              | ja   | Datei hochladen · Wikidata zu Dorfbrunnen (1760) (Q126373757) | Dorfbrunnen (1760)                | K   | Dorfplatz N.N. 583466 / 213195         |              |
| 858              | BW   | Datei hochladen                                               | Dorfbrunnen (18. Jh.)             | K   | Klusstrasse N.N. 583200 / 212905       |              |
| 860              | ja   | Datei hochladen                                               | Dorfbrunnen (1762)                | K   | Unterdorfstrasse N.N. 583624 / 213125  |              |
| 1006             | BW   | Datei hochladen                                               | Ehemaliges Ofenhausstöckli (1819) | G   | Oberdorfstrasse 1a 583320 / 213183     |              |
| 1015             | BW   | Datei hochladen                                               | Bauernhaus (1840)                 | G   | Klusstrasse 24 583256 / 212918         |              |
| 1041             | BW   | Datei hochladen                                               | Stock (16. Jh.)                   | G   | Oberdorfstrasse 9a 583230 / 213227     |              |
| 1067             | BW   | Datei hochladen                                               | Wohnstock (1785)                  | G   | Dorfplatz 10 583410 / 213197           |              |
| 1095             | BW   | Datei hochladen                                               | Stock (1607)                      | G   | Oberdorfstrasse 8 583282 / 213264      |              |
| 1099; 1148; 1149 | BW   | Datei hochladen                                               | Bauernhaus (18. Jh.)              | G   | Dorfstrasse 24, 26, 28 583335 / 213165 |              |
| 1178             | BW   | Datei hochladen                                               | Stöckli (1840)                    | G   | Oberdorfstrasse 22 583222 / 213325     |              |

Hinweis zur Legende: Anstelle der KGS-Nummer wird als Objekt-Identifikator (ID) die Grundstücksnummer verwendet.